# Ozero Boljutskoje
Ozero Boljutskoje (ryska: Озеро Болютское) är en sjö i Belarus.   Den ligger i voblasten Vitsebsks voblast, i den norra delen av landet, 130 km nordost om huvudstaden Minsk. Ozero Boljutskoje ligger 172 meter över havet. Arean är 0,21 kvadratkilometer. Den sträcker sig 1,0 kilometer i nord-sydlig riktning, och 0,6 kilometer i öst-västlig riktning.
I omgivningarna runt Ozero Boljutskoje växer i huvudsak blandskog. Runt Ozero Boljutskoje är det glesbefolkat, med 16 invånare per kvadratkilometer.